# سايمور إتش نوكس الأول
سايمور إتش نوكس الأول (بالإنجليزية: Seymour H. Knox I)‏ هو شخصية أعمال أمريكي، ولد في أبريل 1861 في Russell, New York ‏ في الولايات المتحدة، وتوفي في 17 مايو 1915 في بوفالو في الولايات المتحدة.